# گیول‌لو
گیول‌لو (به لاتین: Gyullu) یک منطقه مسکونی در جمهوری آذربایجان است که در شهرستان بیله‌سوار (جمهوری آذربایجان) واقع شده است.